# Igreja Anglicana da Coreia
A Igreja Anglicana da Coreia é a província da Comunhão Anglicana na Coreia do Norte e do Sul, está em plena comunhão com a Igreja da Inglaterra e reconhece o Arcebispo da Cantuária como líder espiritual. Fundada em 1889, possui mais de 120 igrejas paroquiais e missionárias  com um total de membros de aproximadamente 65.000 pessoas. A partir de 1923, o trabalho missionário foi realizado ativamente na parte norte da península, como nas províncias de Pyongan e Hwanghae. Para treinar o clero local, o Instituto Teológico de São Miguel, a antiga instituição da atual Universidade Sungkonghoe, foi fundada em 1923, seguida pela Sociedade da Santa Cruz (convento) em 1925. Além disso, a catedral Igreja de Santa Maria, a Virgem e São Nicolau, no centro de Seul, foi construído inicialmente em 1924 e agora é conhecido por sua arquitetura românica única, pois é o único dessa forma no oriente, junto com seus murais em mosaico.

## História
O nascimento da Igreja Anglicana da Coreia remonta a 1º de novembro de 1889, quando o Bispo Charles John Corfe foi ordenado na Abadia de Westminster e inaugurado como o primeiro bispo diocesano de Joseon ( Coreia ). Com seus colegas convidados para a missão, ele chegou ao porto de Incheon em 29 de setembro de 1890. Igreja Anglicana Nae-dong 성공회 내동 성당, que é a primeira Igreja Anglicana na Coreia, foi estabelecida por ele e Eli Barr Landis (1865-1898 ) em 30 de setembro de 1891 em Nae-dong, Jung-gu, Incheon. Ele iniciou seu trabalho na área de Seul, incluindo Gyeonggi e Províncias de Chungcheong. Ele abriu várias instituições educacionais, instalações médicas e centros de assistência social em todo o país, como as escolas Sinmyeong (Fé e Iluminismo) e os hospitais nas proximidades de Incheon, Yeoju e -Jincheon , além dos orfanatos em Suwon e Anjung. Os missionários anglicanos também procuraram maneiras possíveis de integrar a igreja na cultura coreana. Como resultado desse esforço, existem vários edifícios da Igreja Anglicana que foram construídos na arquitetura tradicional coreana e que sobrevivem até hoje, como os da Ilha Ganghwa. Além disso, os primeiros missionários fizeram contribuições pioneiras aos estudos coreanos.

### Regra colonial japonesa
Devido a consideráveis dificuldades com a barreira do idioma, problemas pessoais de saúde e outros incidentes, o trabalho missionário teve pouco sucesso nos últimos anos, especialmente durante os 36 anos do domínio colonial japonês. Essa regra colonial causou obstáculos significativos ao desenvolvimento da Igreja na Coreia, principalmente porque esses missionários pareciam ter uma atitude indiferente ao movimento de independência da Coreia naquela época.

### Primeiro bispo nativo
Apesar de uma situação tão desfavorável como ilustrada, o primeiro bispo coreano nativo, Lee Cheon Hwan, foi ordenado em 1965, depois de 20 anos decorridos desde a libertação do domínio japonês. Assim, a diocese de missão coreana original foi formada nas duas dioceses de Seul e Daejeon, seguida pela formação adicional separada da diocese de Busan em 1974. Em 1974, ele recebeu uma CBE honorária da rainha Elizabeth II e faleceu em 26 de março de 2010.

### Expansão recente

Catedral Anglicana de Ganghwa, em estilo arquitetônico coreano.

Desde a década de 1970, a Igreja Anglicana se expandiu cada vez mais com a abertura de várias novas igrejas em todo o país. A St Peter's School foi fundada em 1975 para fornecer às crianças com necessidades especiais educação educacional eficaz, conforme necessário. O Seminário Teológico de São Miguel também foi atualizado para ser credenciado pelo governo em 1982 e, 10 anos depois, foi novamente formalmente atualizado e expandido como uma universidade para satisfazer as grandes necessidades das pessoas na próxima nova era.
As três dioceses continuaram crescendo constantemente em número de igrejas e evangelização social sob os auspícios da segunda e terceira gerações de bispos coreanos. A Igreja tem sido ativa na construção de novos edifícios da igreja, juntamente com seus esforços contínuos na abertura de novas igrejas adicionais desde meados da década de 1980. Nesse contexto, o Conselho de Missão e Educação desempenhou um papel oportuno na oferta de programas de educação e treinamento.

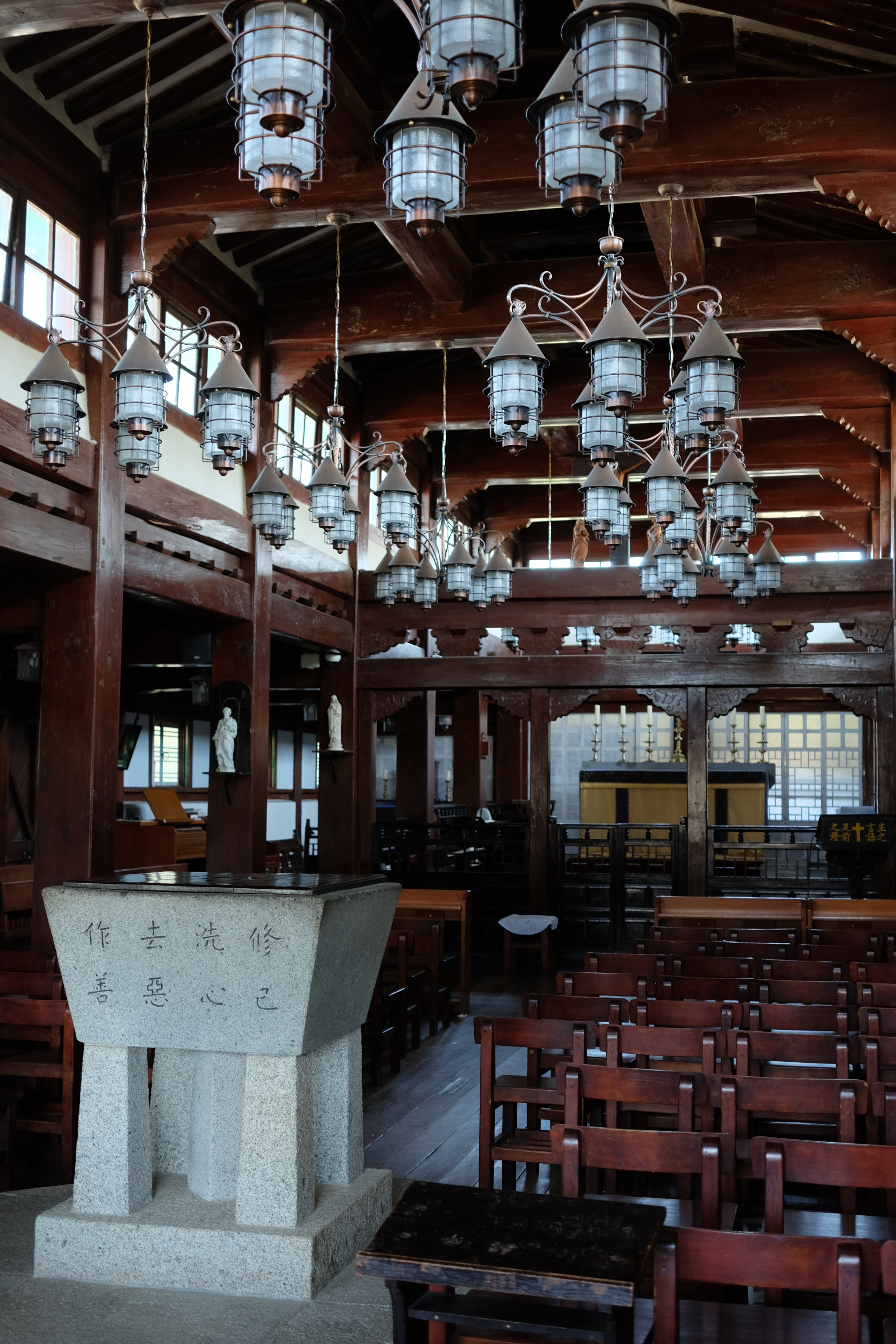
Interior da Catedral de Ganghwa.

Por ocasião de seu centenário em 29 de setembro de 1990, a Igreja Anglicana da Coreia reafirmou sua intenção sob o tema. "Jesus Cristo, Vida da Nação", para continuar proclamando a mensagem da vida ao povo e acelerando a reunificação pacífica da Coreia, conforme desejado.
A Constituição Provincial da Igreja Anglicana da Coreia foi declarada em 29 de setembro de 1992 e o primeiro primata coreano foi inaugurado em 16 de abril de 1993. Assim, a Igreja finalmente se tornou uma igreja nacional independente.
A Igreja Anglicana se esforçou para enculturar o cristianismo, buscando igrejas que respeitassem a cultura coreana e profundamente enraizadas em seu solo. Por exemplo, as catedrais anglicanas construídas no estilo arquitetônico coreano (Hanok) permanecem em Ganghwa (Catedral de Ganghwa), Jincheon (Catedral de Jincheon) e Cheongju (Catedral de Nadong).

## Teologia
A Igreja Anglicana da Coreia tem clérigos e membros que refletem diversas opiniões. A igreja ordena as mulheres como sacerdotes e o faz desde 2001. Com relação à questão da sexualidade humana, alguns clérigos, congregações e membros da denominação têm afirmado e apoiado os direitos LGBT, inclusive participando de eventos do Orgulho. A Igreja Anglicana na Coreia é considerada mais aberta à homossexualidade e está discutindo abertamente o assunto. Um clérigo, representando a Igreja Anglicana em um diálogo cristão coreano, apresentou uma abordagem de estudo em relação à homossexualidade.

## Estrutura e liderança
A igreja estava anteriormente sob a autoridade do arcebispo de Canterbury. Para marcar a independência em 1993, o Arcebispo de Canterbury entregou sua autoridade como Metropolita e Primaz ao primeiro Arcebispo da Coreia. A igreja agora forma uma única província metropolitana, composta por três dioceses: Seul, Busan e Daejeon. A primazia gira entre os três; assim, o atual bispo de Busan também é o arcebispo da Coreia e o primaz da igreja.  O Arcebispo de Canterbury é reconhecido como líder espiritual da igreja.
| Diocese            | Brasão e nome em coreano | Bispo           |
| ------------------ | ------------------------ | --------------- |
| Diocese de Seul    | 서울 교구                | Peter Lee       |
| Diocese de Daejeon | 대전 교구                | Moses Yoo       |
| Diocese de Busan   | 부산 교구                | Parque Onesimus |